# Rial irański
Rial irański – waluta Iranu, dzieląca się na 100 dinarów. W handlu używana jest również nieoficjalna jednostka toman równa 10000 riali.